# Leśniczówka (Czudec)
Leśniczówka – część wsi Czudec w Polsce, położona w województwie podkarpackim, w powiecie strzyżowskim, w gminie Czudec.
W latach 1975–1998 Leśniczówka należała administracyjnie do województwa rzeszowskiego.